# Assyrische Partei der Einheit
Die Assyrische Einheitspartei (reichsaramäisch ܓܒܐ ܕܚܘܝܕܐ ܣܘܪܝܝܐ ܒܣܘܪܝܐ Gabo d’Ḥuyodo Suryoyo, arabisch حزب الإتحاد السرياني في سورية, englisch Syriac Union Party) ist eine politische Partei in Syrien, die nach eigenen Angaben die Interessen der christlichen Volksgruppen der Suryoye vertritt.
Die Partei wurde am 1. Oktober 2005 gegründet und tritt seit dem Ausbruch des Syrischen Bürgerkriegs als Opposition zur Assad-Regierung auf. Sie ist Mitglied im Oppositionsbündnis Nationales Koordinationskomitee für Demokratischen Wandel.
Am 15. August 2012 drangen Mitglieder der Partei in die syrische Botschaft in Stockholm ein und verwüsteten sie aus Protest gegen die Verhaftung von Parteimitgliedern in Syrien. Ein Dutzend Mitglieder wurden daraufhin von der schwedischen Polizei verhaftet.
Die Assyrische Einheitspartei hat die Miliz Sutoro ins Leben gerufen die assyrisch/aramäische Städte, Stadtteile und Dörfer kontrolliert.

## Belege
1. ↑   Syrian embassy protest sees several detained in Sweden, 15. August 2012. Abgerufen am 10. September 2012
2. ↑  Archivierte Kopie (Memento vom 10. Oktober 2017 im Internet Archive).